# Hàssan (guerrer)
Els hàssan és el nom d'una tribu dominant tradicionalment guerrera de les àrees saharaui-moro de l'actual Mauritània, sud del Marroc i Sàhara Occidental. Tot i que les línies estaven borroses per l'endogàmia tribal i reafiliació, el hàssan ereb considerats descendents de la tribu Maqil Banu Hassan (d'aquí el nom), àrabs hilàlides emigrats al segle xii al Magreb i expulsats del Marroc al segle xiv.
Van mantenir poder sobre les tribus amazigues sanhadja (zàuiya) i znaga (servent), obligant-los a pagar l'impost horma a canvi de protecció armada. Un bon exemple de tribu hàssan són els Oulad Delim de Río de Oro, considerats com els més purs descendents dels Banu Hassan.